# La Pallu
La Pallu é uma comuna francesa na região administrativa da Pays de la Loire, no departamento de Mayenne. Estende-se por uma área de 6,65 km². Em 2010 a comuna tinha 193 habitantes (densidade: 29 hab./km²).